# Margarita I de Escocia
Margarita I de Escocia (Tønsberg, Noruega, 1283-Órcadas, septiembre u octubre de 1290) fue reina de Escocia entre los años 1286 y 1290.
Era la única hija superviviente de Margarita, la hija de Alejandro III de Escocia, la cual había contraído matrimonio en 1281 con el rey Erico II de Noruega.
Nacida en abril de 1283 en Tønsberg, ciudad costera del sudeste de Noruega, recibió el sobrenombre de la doncella de Noruega y, tras el súbito fallecimiento en accidente de su abuelo Alejandro III, el día 19 de marzo de 1286, Margarita se convirtió en su única heredera legítima, siendo reconocida como tal por el rey Eduardo I de Inglaterra, que se planteaba casarla con su hijo y heredero Eduardo, con la finalidad de unificar en un solo reino todo el territorio de la isla de Gran Bretaña.
En septiembre de 1290, Margarita emprendió el viaje desde el puerto noruego de Bergen hacia Escocia, pero debido a su delicada salud falleció antes de llegar a puerto, a la edad de 7 años, el 26 de septiembre de 1290, frente a la costa de las islas Órcadas.
Su cuerpo fue llevado de vuelta a Noruega y sepultado en la antigua catedral de Bergen.